# ولد في الأرجوانية

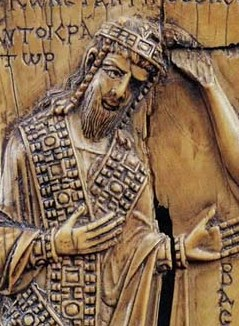
قسطنطين السابع، الذي كان قد ولد بالأرجواني 945 العاج منحوتة.

تقليديا،  كانت فئة من أفراد الأسر المالكة ولدت خلال عهد والديهم. وقد توسعت هذه الفكرة فيما بعد لتشمل جميع الأطفال المولودين من آباء بارزين أو رفيعي المستوى. يجب أن يكون الوالدان بارزين في وقت ولادة الطفل بحيث يكون الطفل دائما في دائرة الضوء ويتوجه إلى دور بارز في الحياة. وإن ولد الطفل قبل أن يصبح الوالدان بارزين لن يكون قد ولد في الأرجوانية. جاء هذا اللون الأرجواني للإشارة إلى الأرجوان صور، مقيد بالقانون، والعرف، ونفقات خلقه إلى الملوك.

## أصول الإمبراطورية البيزنطية
يستمد هذا المفهوم من المفهوم الإمبراطوري الروماني البيزنطي التي بموجبها الأطفال المولودين للأباطرة الحاكمة يتمتعون بحقوق متفوقة عن الأشقاء الذين ولدوا قبل أن يصعد والدهم علي العرش الإمبراطوري. ويرتبط هذا المصطلح في بعض الأحيان مع ندرة كبيرة من الصبغة الأرجوانية في العالم القديم. في الإمبراطورية البيزنطية يجب أن يولد المولود تحديدا في الغرفة الأرجوانية من القصر الإمبراطوري، وهي الغرفة التي قالت عنها آنا كومنينا «تم فصلها منذ فترة طويلة لحبس الامبراطورة» والتي كانت مزينة الرخام رخام مكلفة.

## محددات
أن يكون «ولد في الأرجوانية» غالبا ما ينظر إليه على أنه محدد ليكون هرب بدلا من فائدة أو نعمة. نادرا ما يشير المصطلح إلى شخص ولد مع موهبة هائلة من شأنها أن تشكل حياتهم المهنية وتحملهم على مسارات قد لا يرغبون في اتباعها. ويشكو الملحن البريطاني هوبرت باري من أن موهبته الطبيعية الهائلة (وصف بأنه «ولد في الأرجوانية») أجبرته على تولي مهام التدريس والإدارة التي منعته من التأليف بالطريقة التي قد يسمح بها لشخص كان لتطوير مواهبهم.
بهذا المعنى، فإن أهمية الوالدين تحدد مسبقا دور الطفل في الحياة. فعلى سبيل المثال، يحرم الطفل الملكي من فرصة الحياة العادية بسبب الرتبة الملكية لوالديه. مثال على هذا الاستخدام يمكن أن ينظر إليه في المناقشة التالية مقارنة بأباطرة ألمانيا وفيلهلم الثاني مع جده فيلهلم الأول، ووالده فريدرش الثالث: 

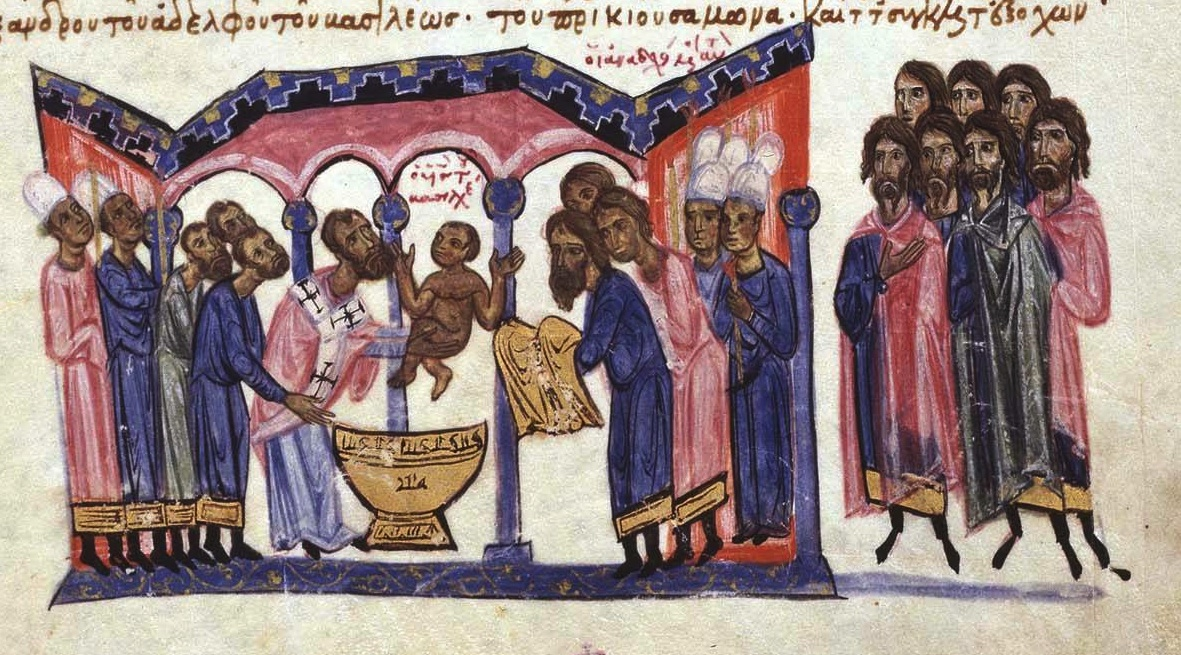
البطريرك نيكولاس ميستيكوس يطهر قسطنطين السابع ويعطيه لقب "ولد في الأرجوانية"

بمقارنته مع جده، الإمبراطور القديم، الذي إذا لم يكن قد ولد في الأرجوانية، لا يمكن إلا أن يكون جنديا، وليس شئ آخر، ولا يمكنه أن يصدر أوامر عالية جدا. وبمقارنته مع والده. الإمبراطور فريدريك، إذا لم يكن قد ولد في الأرجوانية، على الرغم من أنه بالتأكيد أظهر قدرة عسكرية أكبر من الإمبراطور القديم، ومع ذلك ربما لن يكون سعيدا أو ناجحا في أي محطة خاصة غير أن يكون المعلم الأخلاقي. 
التعريف الكلاسيكي يقتصر على استخدام الفئة على وجه التحديد النسل الشرعي الذي ولد لحكام وملوك بعد صعودهم إلى العرش. وهي لا تشمل الأطفال المولودين قبل تنصيب والديهم، أو في تعريف صارم للغاية، تتويجهم.

## انظر ايضًا
- أرجوان صور